# Kazuko Shirakawa
Kazuko Shirakawa (白川和子, Shirakawa Kazuko), née le 20 septembre 1947 à Hasami, est une actrice japonaise.

## Biographie
Kazuko Shirakawa, dont le vrai nom est Ikuko Ichinose, naît en 1947 à Hasami, un bourg de la préfecture de Nagasaki célèbre pour sa porcelaine. Elle est l'aînée d'une fratrie de trois enfants, son père, un provincial aux valeurs traditionalistes, est fonctionnaire au ministère de la défense et sa mère est la benjamine d'une famille de brasseurs. La famille déménage à Sasebo, une des plus importantes base navale du Japon, à la suite de la mutation du père. Kazuko Shirakawa connait une première expérience avec la scène avec le groupe de théâtre de son lycée lorsqu'elle est choisie pour tenir le rôle principal dans une adaptation de Le Fil de l'araignée de Ryūnosuke Akutagawa pour le festival scolaire.

## Filmographie partielle
- 1971 : Le Jardin secret des ménagères perverses (団地妻 昼下がりの情事, Danchizuma: Hirusagari no jōji?) de Shōgorō Nishimura[2]
- 1972 : Sayuri, strip-teaseuse (一条さゆり 濡れた欲情, Ichijo Sayuri: Nureta yokujo?) de Tatsumi Kumashiro : Mari
- 1973 : Jitsuroku Kazuko Shirakawa: hadaka no rirekisho (実録白川和子 裸の履歴書?) de Chūsei Sone : Kazuko Shirakawa[3]
- 1976 : Le Meurtrier de la jeunesse (青春の殺人者, Seishun no satsujinsha?) de Kazuhiko Hasegawa : la mère de Keiko
- 1979 : La vengeance est à moi (復讐するは我にあり, Fukushū suru wa ware ni ari?) de Shōhei Imamura : Sachiko Yoshizato
- 1981 : Eijanaika (ええじゃないか?) de Shōhei Imamura : Yamikumo
- 1983 : Jeu de famille (家族ゲーム, Kazoku gēmu?) de Yoshimitsu Morita : la mère de Mieko
- 1989 : Pluie noire (黒い雨, Kuroi ame?) de Shōhei Imamura
- 1992 : Sosuke, le cocu (寝盗られ宗介, Netorare Sosuke?) de Kōji Wakamatsu : Tamae
- 1998 : After Life (ワンダフルライフ, Wandafuru raifu?) de Hirokazu Kore-eda : Nobuko Amano
- 2002 : Blessing Bell (幸福の鐘, kōfuku no kane?) de Sabu
- 2016 : L'Aube des félines (牝猫たち, Mesu nekotachi?) de Kazuya Shiraishi
- 2017 : Vers la lumière (光, Hikari?) de Naomi Kawase : Yasuko Ozaki
- 2018 : Voyage à Yoshino (Vision) de Naomi Kawase

## Récompenses et distinctions
- 2019 : Prix Kinuyo Tanaka lors de la 73e édition des Prix du film Mainichi pour l'ensemble de sa carrière[4],[5]